# Kvarngröe
Kvarngröe (Glyceria grandis) är en gräsart som beskrevs av Sereno Watson. Enligt Catalogue of Life ingår Kvarngröe i släktet glycerior och familjen gräs, men enligt Dyntaxa är tillhörigheten istället släktet glycerior och familjen gräs. Arten är reproducerande i Sverige. Inga underarter finns listade i Catalogue of Life.

## Bildgalleri

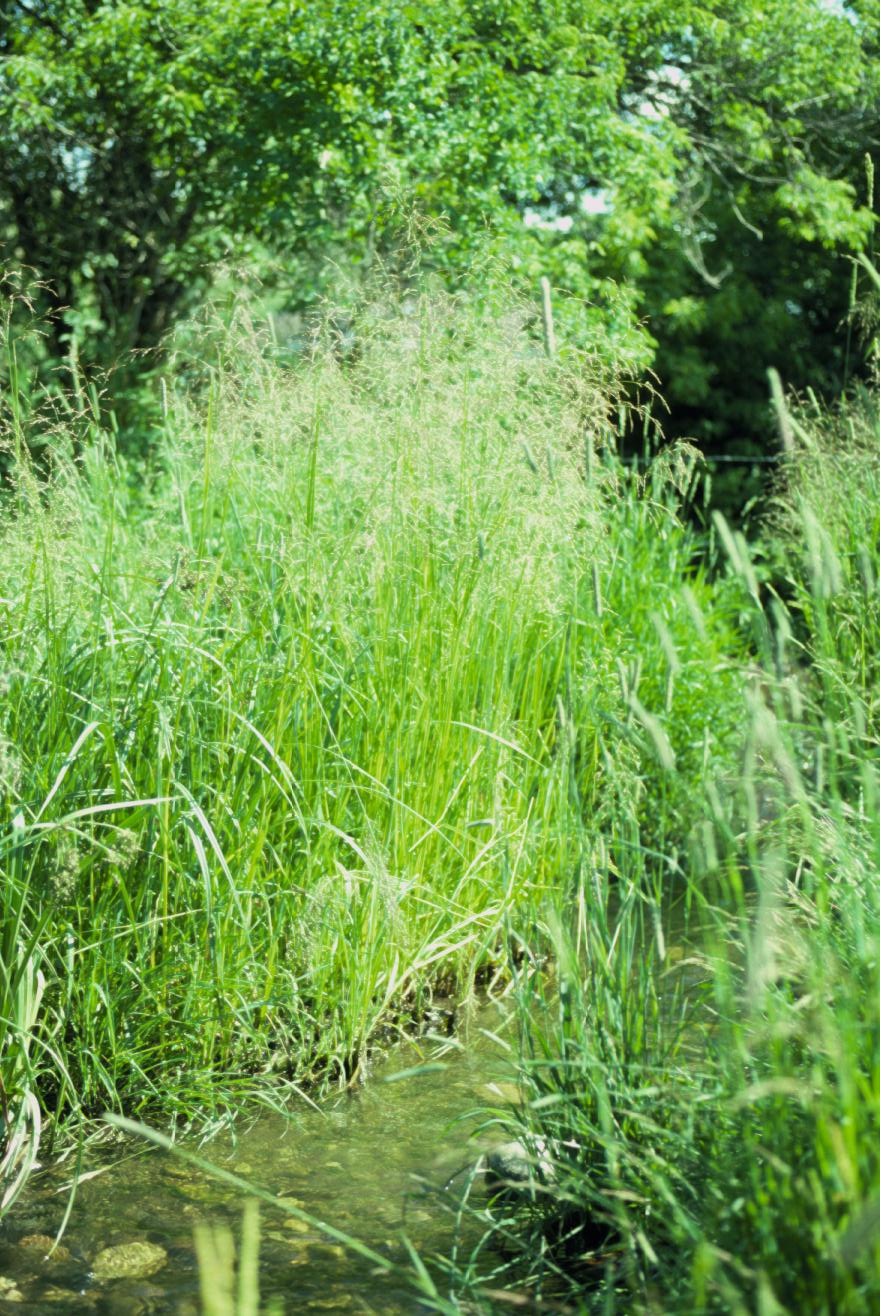
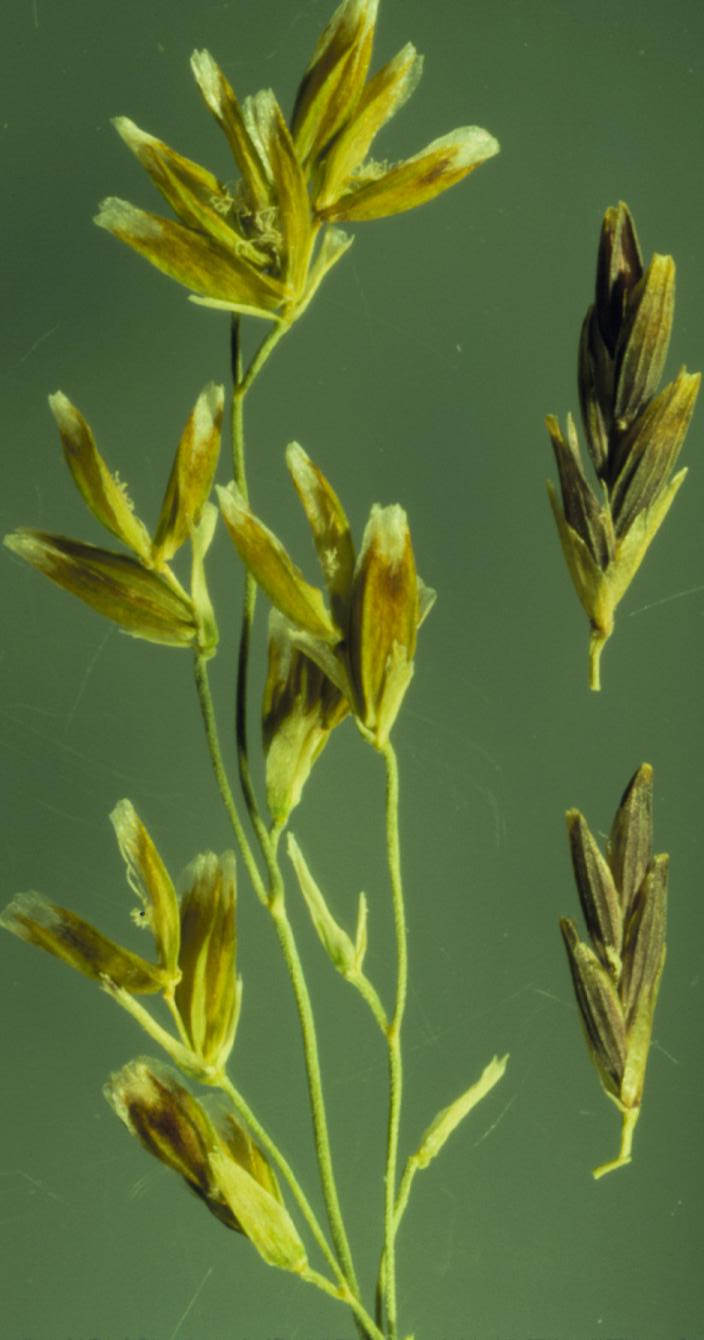
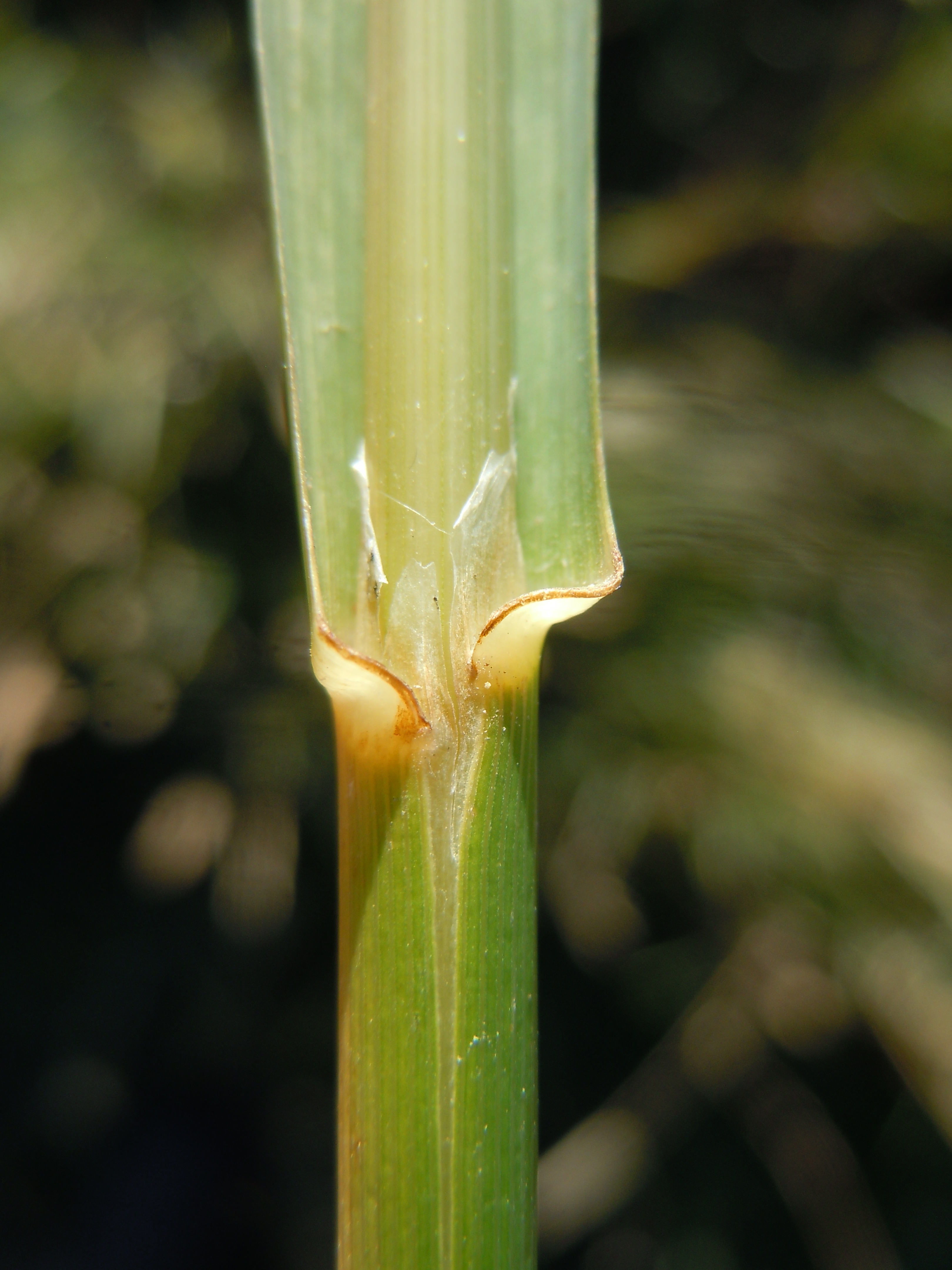